# 서울명신초등학교
서울명신초등학교는 대한민국 서울특별시 종로구 창신동에 위치한 공립 초등학교이다.

## 학교 연혁
- 1970년 10월 6일: 서울명신국민학교 개교
- 1996년 3월 1일: 서울명신초등학교 개칭
- 2024년 2월 8일: 제 51회 29명 졸업

## 참고 자료
- 서울명신초등학교 - 한국교육학술정보원 학교알리미